# حصب الميزاق (المضاربة والعارة)

تعديل مصدري - تعديل

حصـب الميزاق هي إحدى قرى عزلة المضاربة بمديرية المضاربة والعارة التابعة لمحافظة لحج، بلغ تعداد سكانها 62 نسمة حسب تعداد اليمن لعام 2004.